# Rodolf II de Borgonya
Rodolf II de Borgonya (880 - 937) fou rei de la Borgonya Transjurana (912-937), rei de la Borgonya Cisjurana amb Provença (934-937) i rei d'Itàlia (922-926).
Era fill de Rodolf I de Borgonya i membre de l'Antiga Casa de Welf. Es va casar amb Berta de Suàbia anomenada La Filandera, i va tenir dos fills: 
- Conrad III «el Pacífic».
- Adelaida de Borgonya, casada amb Lotari d'Arles, rei d'Itàlia (944-950), i després de la mort d'aquest amb l'emperador Otó I.

Va succeir al seu pare Rodolf I (mort el 25 d'octubre del 911) com a rei de Borgonya Transjurana sent coronat el 912. El 922 va fer un pacte amb Enric I d'Alemanya que li va cedir territoris a Suàbia a canvi de la Santa Llança que més tard fou una de les insígnies imperials. El mateix any fou cridat per alguns nobles italians per intervenir a Itàlia contra Berenguer de Friül (Berenguer I d'Itàlia). Va anar a Itàlia i fou coronat a Pavia. El 923 va derrotar a Berenguer a Piacenza i l'any següent Berenguer fou assassinat (924), mort que es sospita que fou encarregada per Rodolf. Llavors el rei va residir alternativament a Itàlia i a Borgonya Transjurana.
El 925 la noblesa italiana se li va girar en contra i va cridar a Hug d'Arle, comte d'Arle i regent de Borgonya Cisjurana amb Provença (on era rei Lluís III el Cec). El 926 aquest es va presentar a Itàlia, desembarcant a Pisa i marxant a Pavia on fou coronat. Hug va fer un acord amb Rodolf i aquest es va retirar a Borgonya, deixant-li el camí lliure. Vers el 933 els nobles italians tornaven a demanar a Rodolf anar a Itàlia per ser coronat. Hug d'Arle, que el 928 a la mort de LLuís, havia ignorat els drets del seu fill Carles Constantí al que només havia deixat el comtat de Viena que segurament va passar al regne de França (vers 930), i havia assolit el tron, va renunciar a la resta de la Borgonya Cisjurana (Lió) i Provença en favor de Rodolf II a canvi de la renúncia d'aquest al regne d'Itàlia. El 934 Rodolf havia reunit els dos regnes, i el nou estat sorgit es va anomenar regne de les Dues Borgonyes i després del 937 (ja sota el seu fill i successor) com a regne d'Arle (per la capital).
Va morir el 937 i el va succeir el seu fill Conrad, anomenat Conrad III de Borgonya el Pacífic.